# Vic Vance
Victor Vance, souvent appelé par son diminutif Vic Vance, est un personnage de fiction, protagoniste du jeu vidéo d'action-aventure Grand Theft Auto: Vice City Stories, sorti sur PlayStation Portable, puis sur PlayStation 2.
Après le franc succès de la version portable, Rockstar Games décide de sortir une version PS2, sortie un an après la version PSP.

## Description
Vic est, au départ, un caporal de l'armée des États-Unis ; localisée dans le jeu à Fort Baxter,, réplique fictive probable de l'Homestead Air Reserve Base. Jerry Martinez est le sous-officier de Vance, et sera plus tard le principal antagoniste du jeu. Son absence de responsabilités et son vice pousseront Vic à se faire expulser de l'armée, et à sombrer peu à peu dans la délinquance, principalement dans le trafic de drogues.
D'après sa date de naissance , il a 28 ans dans Vice City Stories, et 30 ans dans Vice City. Vic Vance est ainsi l'un des protagonistes les plus âgés de la série, et le premier chronologiquement.

## Histoire
Victor s'engage dans l'armée principalement pour pouvoir financer les soins médicaux de son frère, victime d'asthme. Il a également un autre frère, Lance Vance, personnage important dans Vice City.
À la suite de différentes infractions graves, toutes ordonnées par son supérieur Jerry Martinez, Vic est exclu de l'armée. Pendant ses tâches sous ses couleurs de caporal, il fit la connaissance de Phil Cassidy, qui lui offre son foyer, auparavant volé d'un gang rival. Ce gang, les Cholos, sera le premier gang ennemi de Vic et de ses alliés.
Il fera la rencontre plus tard de la sœur de Phil, Louise(femme d'un mari violent dénommé Marty Williams et mère d'un enfant) dont il tombera amoureux.
L'histoire sera également marquée par l'arrivée de Lance Vance, qui causera de nombreux autres problèmes à Vic, dont son implication dans les affaires des frères Diego et Armando Mendez, réputés comme étant les plus grands narcotrafiquants de la ville. Phil Collins est également présent dans le jeu, et une mission consiste à le protéger lors d'un concert où il joue In the Air Tonight.
Les guerres de gangs, les fusillades et le trafic de stupéfiants constituent les éléments centraux du jeu. Ceux-ci sont également entrecoupés de mini-jeux, comme un tournage d'une scène de film d'action, ou du golf.
Le jeu se termine quand Vic élimine Diego Mendez et Jerry Martinez sur le toit d'un gratte-ciel, après qu'Armando ait quant à lui tué Louise Cassidy-Williams. Finalement, Lance arrive sur le toit du gratte-ciel en hélicoptère, et emmène avec lui son frère.
Vance fait aussi une très brève apparition dans Grand Theft Auto: Vice City, où celui-ci descend d'un hélicoptère piloté par son frère Lance, apportant à Tommy et à son groupe une mallette de stupéfiants, avant de mourir assassiné.

## Physique
Victor est un homme âgé d'une trentaine d'années, est chauve et possède une barbe de 2-3 jours. Il est doté d'une musculature imposante, et est légèrement plus petit que son frère Lance.
Cependant, dans Vice City, Vic semble avoir pris du poids, a des cheveux courts et, trait le plus singulier, s'exprime avec un accent sud-américain prononcé.
Ses vêtements de base, sans compter ses habits de caporal, sont un t-shirt bleu ciel, un jeans clair, et des baskets blanches. Comme la plupart des protagonistes de la série, Vic a la possibilité de porter une multitude d'autres vêtements, 14 pour être précis, dont un semble être un hommage au protagoniste de GTA San Andreas Carl Johnson.

## Personnalité
D'un point de vue éthique, Vic est sans doute le protagoniste de la série le moins mal-intentionné. Le simple fait qu'il ait travaillé dans l'armée pour s'occuper des frais médicaux de son frère et pour "gérer" sa famille est un acte moral, rare, voire unique, dans un Grand Theft Auto. Victor semble développer une certaine empathie envers ses proches, et particulièrement envers Louise ; il lui tient souvent compagnie et l'a invitée à pratiquer une course de quads. Vic tient aussi à son frère Lance, malgré ses fautes et sa naïveté permanentes.
Celui-ci est également un opposant à la drogue, comme le prouve son refus initial d'amener de la marijuana à la base.
Victor a cependant du mal à gérer sa colère, et perd son sang-froid rapidement lorsque quelque chose lui déplaît ou quelqu'un l'énerve. Ce trait de caractère est visible dans la cinématique d'introduction d'une mission, où celui-ci découvre Louise chez son frère Lance.

## Armes et objets

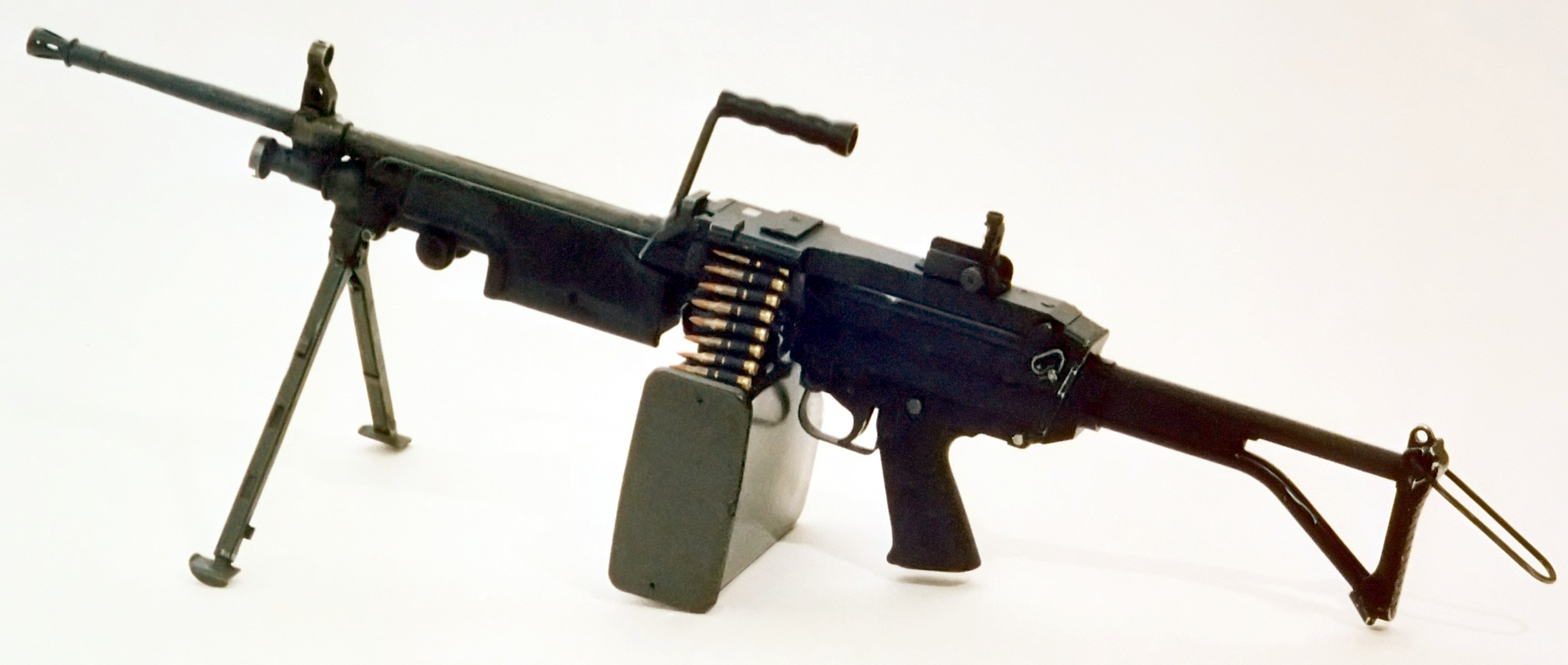
Une FN Minimi, arme symbolique du jeu, utilisable par Vic.

Comme tous les personnages principaux de GTA, Vic Vance a la possibilité d'utiliser des armes ou des objets. Ceux-ci peuvent être récupérés à partir d'un ennemi tué, achetés dans un magasin de vente d'armes présent depuis GTA III nommé Ammu-Nation,, ou simplement trouvés à différents endroits et espaces isolés de Vice City.
Les armes de Vice City Stories sont nombreuses et variées.
À l'instar des autres protagonistes de Grand Theft Auto, Vic peut utiliser son arme de base : le poing. La seconde arme de mêlée est le coup-de-poing américain parmi d'autres, plus puissantes (dont une matraque, une batte de baseball ou même un katana). Pour ce qui est des armes à feu, Victor peut se servir d'un pistolet classique et d'un revolver à lunette, 3 fusils à pompe, 4 mitraillettes, un AK-47, un M16, 4 armes lourdes comme un lance-roquettes, un minigun, ou une mitrailleuse, 2 snipers, et 5 explosifs comme les cocktails Molotov ou les grenades.
Vic peut également utiliser d'autres objets inoffensifs, comme un appareil photo ou des jumelles.

## Lieux de résidence
Vic a la possibilité d'acheter et de posséder 4 lieux différents, appelés "planques" dans la série, emplacements sûrs lors de recherche de la police ; ces lieux étant les points de sauvegarde du jeu. 
Ainsi, il peut vivre dans la caserne du Fort Baxter, l'appartement volé aux Cholos situé à Vice Port (réplique du port de Miami), une maison offerte par son ami Phil Cassidy se trouvant à Little Haiti (réplique du quartier de Miami éponyme) et un autre appartement luxueux localisé à Vice Point (quartier situé au-dessus d'Ocean Beach, inspiré de South Beach).